# Historisches Museum Shaanxi
Das Historische Museum Shaanxi (chinesisch 陝西歷史博物館 / 陕西历史博物馆, Pinyin Shănxī lìshǐ bówùguǎn, engl. Shaanxi History Museum) ist das größte und bedeutendste Museum der Provinz Shaanxi und gehört zu den sogenannten „acht imposanten Museen Chinas“ außerhalb von Peking. Das Museum hieß ursprünglich "Provinzmuseum Shaanxi" und wurde seit 1977 neugestaltet. Das heutige Gebäude wurde am 20. Juli 1991 eröffnet und gilt als ein Wahrzeichen der Altstadt von Xi’an. Das Museum beherbergt über 370.000 Exponate, die einen Zeitraum von über einer Million Jahren umspannen.

## Ausstellungen

### Dauerausstellungen

#### 1. Abteilung
Von der Altsteinzeit bis zu dem ersten Kaiserreich Chinas. 

#### 2. Abteilung
Diese Abteilung befasst sich mit der Han-, der Westlichen Wei- und der Nördlichen Zhou-Dynastie (206 v. Chr. bis 581).

#### 3. Abteilung
Von Tang- bis in die Qing-Zeit.